# Jozef Brandobur
Jozef Brandobur (ur. 19 lipca 1908 w Smižanach, zm. 30 sierpnia 1976 w Bratysławie) – słowacki taternik, instruktor taternictwa, publicysta, tłumacz i uczestnik słowackiego powstania narodowego.
Jozef Brandobur pracował początkowo jako nauczyciel gimnazjalny w Nowej Wsi Spiskiej, w latach 1933–1944 organizował szkolne wycieczki m.in. w Tatry. W latach 1945–1951 był redaktorem w radiu koszyckim, następnie do 1968 pracował w wydawnictwie „Slovenský spisovateľ” z siedzibą w Bratysławie.
Taternictwo uprawiał zarówno w warunkach letnich i zimowych, do jego największych osiągnięć należy zimowe przejście północnej ściany Żabiego Konia, którego dokonał wraz z Arno Puškášem. Podczas Tygodni Taternickich organizowanych przez klub JAMES pracował jako instruktor taternictwa. Brandobur prowadził także działalność pisarską na tematy tatrzańskie i taternickie, jego artykuły publikowane były w słowackim czasopiśmie „Krásy Slovenska”. W 1962 roku wydał antologię literatury tatrzańskiej, przetłumaczył także na język słowacki kilka francuskich książek alpinistycznych.